# Bremen (Maine)
Bremen – miasto w Stanach Zjednoczonych, w stanie Maine, w hrabstwie Lincoln.